# Atlanta Open
Відкритий чемпіонат Атланти — міжнародний чоловічий професійний тенісний турнір. Проводився на відкритих кортах з твердим покриттям у липні чи серпні в Атланті, США. Був частиною серії Туру ATP 250, вилучений з розкладу Туру ATP 2025. 
Турнір розпочав свою історію 2010 року. Попередником у 1998-2009 роках був турнір в Індіанаполісі. Найтитулованішим тенісистом турніру є Джон Ізнер, який вигравав його шість разів.

## Фінали

### Одиночний розряд
| Рік  | Чемпіон                                             | Фіналіст                                            | Рахунок                                             |
| ---- | --------------------------------------------------- | --------------------------------------------------- | --------------------------------------------------- |
| 2010 | Марді Фіш                                           | Джон Ізнер                                          | 4–6, 6–4, 7–6(7–4)                                  |
| 2011 | Марді Фіш (2)                                       | Джон Ізнер                                          | 3–6, 7–6(8–6), 6–2                                  |
| 2012 | Енді Роддік                                         | Жіль Мюллер                                         | 1–6, 7–6(7–2), 6–2                                  |
| 2013 | Джон Ізнер                                          | Кевін Андерсон                                      | 6–7(3–7), 7–6(7–2), 7–6(7–2)                        |
| 2014 | Джон Ізнер (2)                                      | Дуді Села                                           | 6–3, 6–4                                            |
| 2015 | Джон Ізнер (3)                                      | Маркос Багдатіс                                     | 6–3, 6–3                                            |
| 2016 | Нік Киріос                                          | Джон Ізнер                                          | 7–6(7–3), 7–6(7–4)                                  |
| 2017 | Джон Ізнер (4)                                      | Раян Гаррісон                                       | 7–6(8–6), 7–6(9–7)                                  |
| 2018 | Джон Ізнер (5)                                      | Раян Гаррісон                                       | 5–7, 6–3, 6–4                                       |
| 2019 | Алекс де Мінор                                      | Тейлор Фріц                                         | 6–3, 7–6(7–2)                                       |
| 2020 | Не проводився через пандемію коронавірусної хвороби | Не проводився через пандемію коронавірусної хвороби | Не проводився через пандемію коронавірусної хвороби |
| 2021 | Джон Ізнер (6)                                      | Брендон Накашіма                                    | 7–6(10–8), 7–5                                      |
| 2022 | Алекс де Мінор (2)                                  | Дженсон Бруксбі                                     | 6–3, 6–3                                            |
| 2023 | Тейлор Фріц                                         | Александар Вукич                                    | 7–5, 6–7(5–7), 6–4                                  |
| 2024 | Йосіхіто Нісіока                                    | Джордан Томпсон                                     | 4–6, 7–6(7–2), 6–2                                  |

### Парний розряд
| Рік  | Чемпіони                                            | Фіналісти                                           | Рахунок                                             |
| ---- | --------------------------------------------------- | --------------------------------------------------- | --------------------------------------------------- |
| 2010 | Скотт Ліпскі Ражів Рам                              | Роган Бопанна Крістоф Вліген                        | 6–3, 6–7(4–7), [12–10]                              |
| 2011 | Олександр Богомолов Меттью Ебден                    | Маттіас Бахінгер Франк Мозер                        | 3–6, 7–5, [10–8]                                    |
| 2012 | Меттью Ебден Раян Гаррісон                          | Ксав'є Малісс Майкл Расселл                         | 6–3, 3–6, [10–6]                                    |
| 2013 | Едуар Роже-Васслен Ігор Сейслінґ                    | Колін Флемінг Джонатан Маррей                       | 7–6(8–6), 6–3                                       |
| 2014 | Вашек Поспішил Джек Сок                             | Стів Джонсон Сем Кверрі                             | 6–3, 5–7, [10–5]                                    |
| 2015 | Боб Браян Майк Браян                                | Колін Флемінг Жіль Мюллер                           | 4–6, 7–6(7–2), [10–4]                               |
| 2016 | Андрес Мольтені Орасіо Себальйос                    | Юган Брунстрем Андреас Сільєстрем                   | 7–6(7–2), 6–4                                       |
| 2017 | Боб Браян Майк Браян                                | Веслі Колгоф Артем Сітак                            | 6–3, 6–4                                            |
| 2018 | Ніколас Монро Джон-Патрік Сміт                      | Ражів Рам Раян Гаррісон                             | 3–6, 7–6(7–5), [10–8]                               |
| 2019 | Домінік Інглот Остін Крайчек                        | Боб Браян Майк Браян                                | 6–4, 6–7(5–7), [11–9]                               |
| 2020 | Не проводився через пандемію коронавірусної хвороби | Не проводився через пандемію коронавірусної хвороби | Не проводився через пандемію коронавірусної хвороби |
| 2021 | Рейллі Опелка Яннік Сіннер                          | Стів Джонсон Джордан Томпсон                        | 6–4, 6–7(6–8), [10–3]                               |
| 2022 | Танасі Коккінакіс Нік Киріос                        | Джейсон Кублер Джон Пірс (тенісист)                 | 7–6(7–4), 7–5                                       |
| 2023 | Натаніел Ламмонс Джексон Вітроу                     | Макс Перселл Джордан Томпсон                        | 7–6(7–3), 7–6(7–4)                                  |
| 2024 | Натаніел Ламмонс Джексон Вітроу                     | Андре Ґоранссон Сем Вербек                          | 4–6, 6–4, [12–10]                                   |